# Route nationale 193b
Die N 193B war von 1913 bis 1973 eine französische Nationalstraße auf Korsika, die in Ajaccio von der N193 abzweigte und an der Küste entlang zum Pointe de la Parata führte. Ihre Länge betrug 12 Kilometer. Am Pointe de la Parata befindet sich der Genueserturm Tour de la Parata.